# Chiesa di Santa Lucia (Barumini)
La chiesa di Santa Lucia è un edificio religioso situato a Barumini, centro abitato della Sardegna centrale. Consacrata al culto cattolico, fa parte della parrocchia dell'Immacolata Concezione, arcidiocesi di Oristano.

La chiesa è stata edificata nel XVI secolo.

## Descrizione
Non si conosce esattamente l'anno in cui la chiesa venne edificata, ma si possiedono altri dettagli.
L'edificio è a pianta rettangolare con due ingressi: uno sul lato ovest e l'altro sul lato nord e vi è un'unica cappella a sud. È possibile accedere al presbiterio per mezzo di quattro gradini in pietra di forma semiesagonale e il pulpito è completamente in legno. Nelle fiancate vi sono tre ossari o loculi per ciascuna parte e la pavimentazione è in cotto. Tra il 1750 e il 1751 venne ordinata la chiusura del cimitero della chiesa ma nel 1817 vennero riaperte quattro fosse. Esteriormente la chiesa è circondata da un loggiato a nord e a ovest. Le colonne poggiano su base quadrangolare e reggono degli archi a sesto acuto.
La luce illumina gli ambienti interni della struttura passando attraverso un oculo circolare.
Sul tetto è presente un ballatoio davanti a un piccolo campanile a vela contenente due campane. La prima (di diametro 0,41m e di profondità 0,41m) riporta la scritta "+ XHUST OR'APIPINO IB + SGAIRA (SCHISTUS-S. MARIA ora pro nobis)"; la seconda (di diametro 0,36 m e di profondità 0,30 m), riporta invece la scritta in lettere gotiche "(AVE MARIA GRATIA PLENA MDXXX2)" che ne sostituì una precedente che avrebbe riportato "AV MDIIIIRPSRCRVENITUN PACE DEUS HOMO FACTUS EST" tradotta poi dall'insegnante Eg. Muzio nel 1910.

## Restauri
La chiesa è stata restaurata numerose volte.
- 1751: vengono restaurate le statue di san Giorgio e di san Lussorio, le pedane dei busti della Beata Vergine d'Itri, della Beata Vergine di Valverde e ritirate delle tavole dipinte dall'altare maggiore.
- 1785-1786: viene ordinata la vetriera alla nicchia di Santa Lucia e posto un nuovo busto della santa.
- 1817-1818: il tetto viene restaurato.
- 1827-1828: la statua di sant'Antonio Abate viene ritirata.
- 1837: la porta di ingresso e i tetti delle logge vengono restaurati.
- 1841: viene eseguito un riattamento completo della chiesa.
- 1843: viene collocata una campana.
- 1846: restauri generici.
- 1969: la chiesa viene completamente restaurata poiché a rischio rovina e viene pianellata la sagrestia.
- 1892: viene collocato un trionfino di santa Lucia in legno dorato.